# Coenonympha gracilis
Coenonympha gracilis är en fjärilsart som beskrevs av Ruggero Verity 1919. Coenonympha gracilis ingår i släktet Coenonympha och familjen praktfjärilar. Inga underarter finns listade i Catalogue of Life.